# 4 (álbum de Kumbia Kings)
4 es el tercer álbum de estudio y cuarto álbum en general del grupo de cumbia mexicano-estadounidense A.B. Quintanilla y Los Kumbia Kings y el tercer álbum de estudio del músico mexicano-estadounidense A.B. Quintanilla. Fue lanzado el 25 de febrero de 2003 por EMI Latin.

## Lista de canciones
| N.º | Título                                                  | Escritor(es)                                                                                                | Duración |  |
| 1.  | «No tengo dinero» (con Juan Gabriel y El Gran Silencio) | Juan Gabriel                                                                                                | 4:55     |  |
| 2.  | «Amores como el tuyo»                                   | A.B. Quintanilla III, Cruz Martínez, Luigi Giraldo                                                          | 5:13     |  |
| 3.  | «Insomnio»                                              | A.B. Quintanilla III, Luigi Giraldo, Chris Pérez                                                            | 3:29     |  |
| 4.  | «Llévame al cielo» (con Aleks Syntek)                   | A.B. Quintanilla III, Cruz Martínez, Aleks Syntek                                                           | 3:58     |  |
| 5.  | «Baby»                                                  | A.B. Quintanilla III, Jason Cano, Luigi Giraldo                                                             | 3:34     |  |
| 6.  | «Rompecabezas»                                          | Rodney Alejandro, Claudia Brant, Nir Seroussi                                                               | 3:38     |  |
| 7.  | «Mi gente» (con Ozomatli)                               | A.B. Quintanilla III, Asdru Sierra, Jiro Yamaguchi, Raúl Pacheco, Justin Poree, Luigi Giraldo, Nir Seroussi | 4:22     |  |
| 8.  | «Contigo»                                               | A.B. Quintanilla III, Ricky Vela, Jesse García, Humberto García                                             | 3:13     |  |
| 9.  | «Don't Wanna Try»                                       | Francisco J. Bautista, Jaime Gálvez                                                                         | 4:08     |  |
| 10. | «Under My Skin» (con Organized Rhymes)                  | Cruz Martínez, Francisco J. Bautista                                                                        | 3:55     |  |
| 11. | «Please Don't Go Girl»                                  | A.B. Quintanilla III, Cruz Martínez, Maurice Starr, Nick Washington, Sammy García                           | 4:03     |  |
| 12. | «Count On Me»                                           | Francisco J. Bautista, Jaime Gálvez                                                                         | 3:31     |  |
| 13. | «Amores como el tuyo (versión cumbia)»                  | A.B. Quintanilla III, Cruz Martínez, Luigi Giraldo                                                          | 3:55     |  |
| 14. | «No tengo dinero (ATM Remix)» (con Limi-T 21)           | Juan Gabriel                                                                                                | 4:28     |  |

## Posicionamiento en las listas
| Lista (2003)                  | Máxima posición |
| ----------------------------- | --------------- |
| US Billboard 200              | 86              |
| US Billboard Top Latin Albums | 1               |
| US Billboard Latin Pop Albums | 1               |

### Sucesión y posicionamiento
| Predecesor: La historia de Intocable | US Billboard Top Latin Albums — Álbum N°. 1 15 de marzo de 2003 - 11 de abril de 2003 | Sucesor: La historia de Intocable |

| Predecesor: Mambo suniendo de Manuel Galbán con Ry Cooder | US Billboard Latin Pop Albums — Álbum N°. 1 15 de marzo de 2003 - 16 de mayo de 2003 | Sucesor: Songs 4 wordship en español: Canta al señor de Varios artistas |